# L'invenzione del quotidiano
L'invenzione del quotidiano è un libro di Michel de Certeau che esamina i modi in cui le persone individualizzano la cultura di massa, alterando le cose, dagli oggetti utilitaristici alle planimetrie stradali, ai riti, alle leggi e al linguaggio, per farle proprie. Originariamente pubblicato in francese con il titolo L'invention du quotidien. Vol. 1, Arti della festa (1980), la traduzione italiana del 2001 è di Mario Baccianini. Il libro è uno dei testi chiave per lo studio della vita quotidiana.
L'invenzione del quotidiano riesamina frammenti e teorie correlate, da Kant, Freud e Wittgenstein a Bourdieu, Foucault e Détienne, alla luce di un modello teorico proposto.

## Capitolo introduttivo
L'invenzione del quotidiano inizia sottolineando che, nonostante le scienze sociali possiedano la capacità di studiare tradizioni, lingua, simboli, arte e articoli di scambio che compongono una cultura, mancano di un mezzo formale per esaminare i modi in cui le persone se ne riappropriano nelle situazioni quotidiane.
De Certeau sostiene che quest'omissione non permette di studiare l'attività di riutilizzo, nella quale si celano abbondanti opportunità per le persone comuni di sovvertire i rituali e le rappresentazioni che le istituzioni cercano di imporre loro.
Una mancata comprensione di quest'attività porterà la scienza sociale a creare solo un'immagine di persone che non sono artiste (ovvero né creatrici né produttrici), passive e fortemente soggette alla cultura ricevuta. In effetti, tale errata interpretazione è confermata dal termine "consumatore" adoperato nel quotidiano. Nel libro viene sostituito dal termine "utente": il concetto di "consumo" viene ampliato nell'espressione "procedure di consumo" che poi si trasforma in "tattiche di consumo".

## Argomenti chiave
L'aspetto più influente dell'opera è emerso dall'interesse accademico per la distinzione tra i concetti di strategia e tattica. De Certeau definisce le "strategie" come i mezzi nascosti con cui le istituzioni e le strutture di potere (i "produttori") circoscrivono un luogo come appropriato e generano relazioni con individui presi di mira (i "consumatori"), che di conseguenza mettono in atto "tattiche" per destabilizzare o discostarsi dalle convenzioni prescritte di tali ambienti. Nell'influente capitolo "Camminando per la città", l'autore sostiene che "la città" è generata dalle strategie di governi, aziende e altri enti istituzionali che producono elementi come mappe che descrivono la città come un tutto unitario. De Certeau utilizza il punto di vista privilegiato del World Trade Center di New York per illustrare l'idea di una visione panottica e unificata. Al contrario, chi cammina a livello stradale si muove in modi tattici e mai completamente determinati dai piani degli enti organizzatori, prendendo scorciatoie nonostante la griglia strategica delle strade. Ciò illustra concretamente la tesi secondo cui la vita quotidiana funziona attraverso un processo di appropriazione indebita del territorio altrui, utilizzando regole e prodotti già esistenti nella cultura in un modo che è influenzato, ma mai completamente determinato, da quelle regole e da quei prodotti.

Secondo Andrew Blauvelt, che ha tratto ispirazione dal lavoro di de Certeau per il suo saggio sul design e la vita quotidiana: 
Le indagini di Certeau nel campo delle pratiche di routine, o "arti del fare", come camminare, parlare, leggere, abitare e cucinare, erano guidate dalla sua convinzione che, nonostante gli aspetti repressivi della società moderna, esista un elemento di resistenza creativa a queste strutture messe in atto dalla gente comune. Nel suo L'invenzione del quotidiano, de Certeau delinea un'importante distinzione critica tra strategie e tattiche in questa battaglia tra repressione ed espressione. Secondo lui, le strategie vengono utilizzate da coloro che si trovano all'interno di strutture di potere organizzative, piccole o grandi che siano, come lo Stato o il comune, la società o il proprietario, un'impresa scientifica o lo scienziato. Le strategie vengono messe in atto nei confronti di un'entità esterna per instaurare una serie di relazioni per fini ufficiali o propri, siano essi avversari, concorrenti, clienti, consumatori o semplicemente sudditi. Le tattiche, d'altro canto, vengono impiegate da coloro che sono soggiogati. Per loro stessa natura, le tattiche sono difensive e opportunistiche, utilizzate in modi più limitati e colta momentaneamente all'interno di spazi, sia fisici che psicologici, prodotti e governati da relazioni strategiche più potenti.

## Riferimenti
1. ↑  Strangely Familiar: Design and Everyday Life, modificato da Andrew Blauvelt, Walker Art Center. 2003.